# Eötvös Tamás
Vásárosnaményi Eötvös Tamás (Vásárosnamény, 1800. május 26. – Pest, 1867. szeptember 16.) földbirtokos, nemzetőr őrnagy, Bereg vármegye főispánja, országgyűlési követ.

## Élete
A vásárosnaményi Eötvös családnak a köznemesi ágának a sarja. Apja Eötvös Sándor földbirtokos, Szatmár megye alispánja, anyja, Vankay Katalin. A szabadságharc kitörésekor nemzetőri őrnagy s 1848. novembertől 1849. januárig Munkács városának parancsnokságát vette át; február 4. Ung megye kormánybiztosává nevezték ki; május 12-én hatáskörét Bereg megyére is kiterjesztették és május 16-án ugyanazon megye főispánja lett, ahol a népfelkelést szervezte. Ezért haditörvényszék elé állították Pesten és 1852. május 5-én hat évi várfogságra ítélték. 1861-ben megválasztották országgyűlési képviselőnek; azután visszavonult  és vásárosnaményi birtokán gazdálkodott. 1867-ben ismét országgyűlési képviselő volt.

## Munkái
- Beszéde. Pest, 1861 (Vadnay Lajos beszédével együtt)
- Gazdasági cikkei a Magyar Gazdában (1846. Tapasztalatok a burgonyavész körül, [ugyanerről jelent meg egy cikke a Hetilapban 1846.] 1847. További tapasztalatok és észrevételek a burgonya körül, A jelenlegi éhségnek oka mezőgazdaságunk elhanyagolása)